# Chaukidanda
Chaukidanda (nep. चौकीडाँडा) – gaun wikas samiti we wschodniej części Nepalu w strefie Kośi w dystrykcie Bhojpur. Według nepalskiego spisu powszechnego z 2001 roku liczył on 483 gospodarstw domowych i 2179 mieszkańców (1096 kobiet i 1083 mężczyzn).